# Railay
Raile (อ่าวไร่เลย์ - RTGS : ao raile), parfois écrit Railay est une petite péninsule située entre les villes thaïlandaises de Krabi et Ao Nang, dans la province de Krabi. Elle est accessible uniquement par bateau du fait des hautes falaises calcaires qui l'isolent du continent.
Ces falaises  et karsts calcaires en font un site d'escalade mondialement connu. Elle est également réputée pour ses plages, dont celle de Phra nang, souvent considérée comme une des plus belles du monde.
Railay Beach est divisée en trois principales zones :
- Railay Beach West : c'est l'endroit où les visiteurs débarquent. La plage est spacieuse et offre une multitude de commerces, de restaurants, etc.
- Railay Beach East : c'est le paradis des grimpeurs, avec de nombreuses possibilités d'escalade attirant des passionnés du monde entier pour profiter de son cadre exceptionnel.
- La plage de la grotte de Phra Nang [2]: considérée comme l'une des plus belles plages de Thaïlande, offrant un coucher de soleil spectaculaire.

Vue panoramique de Sunset Beach à Railay.

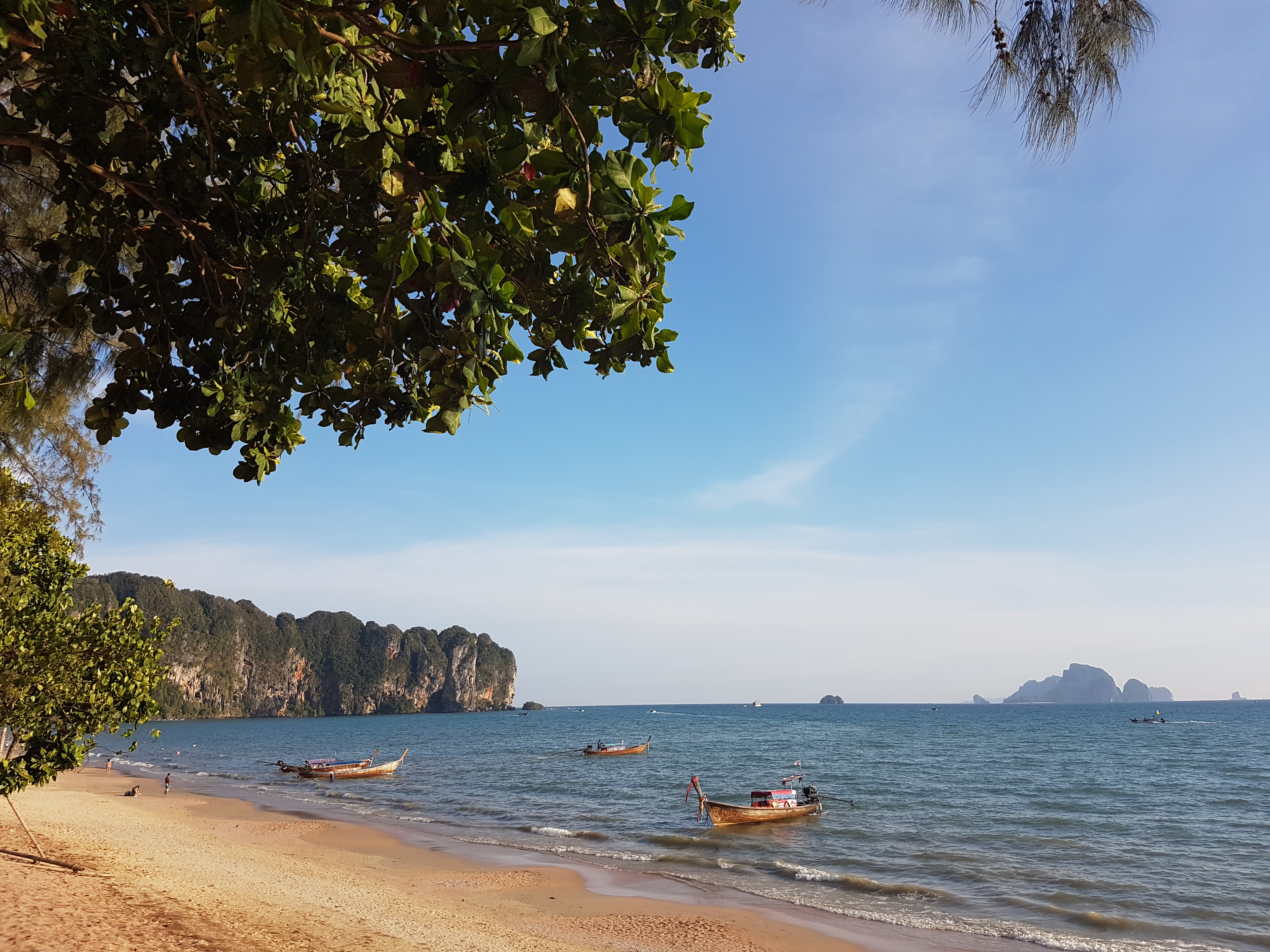
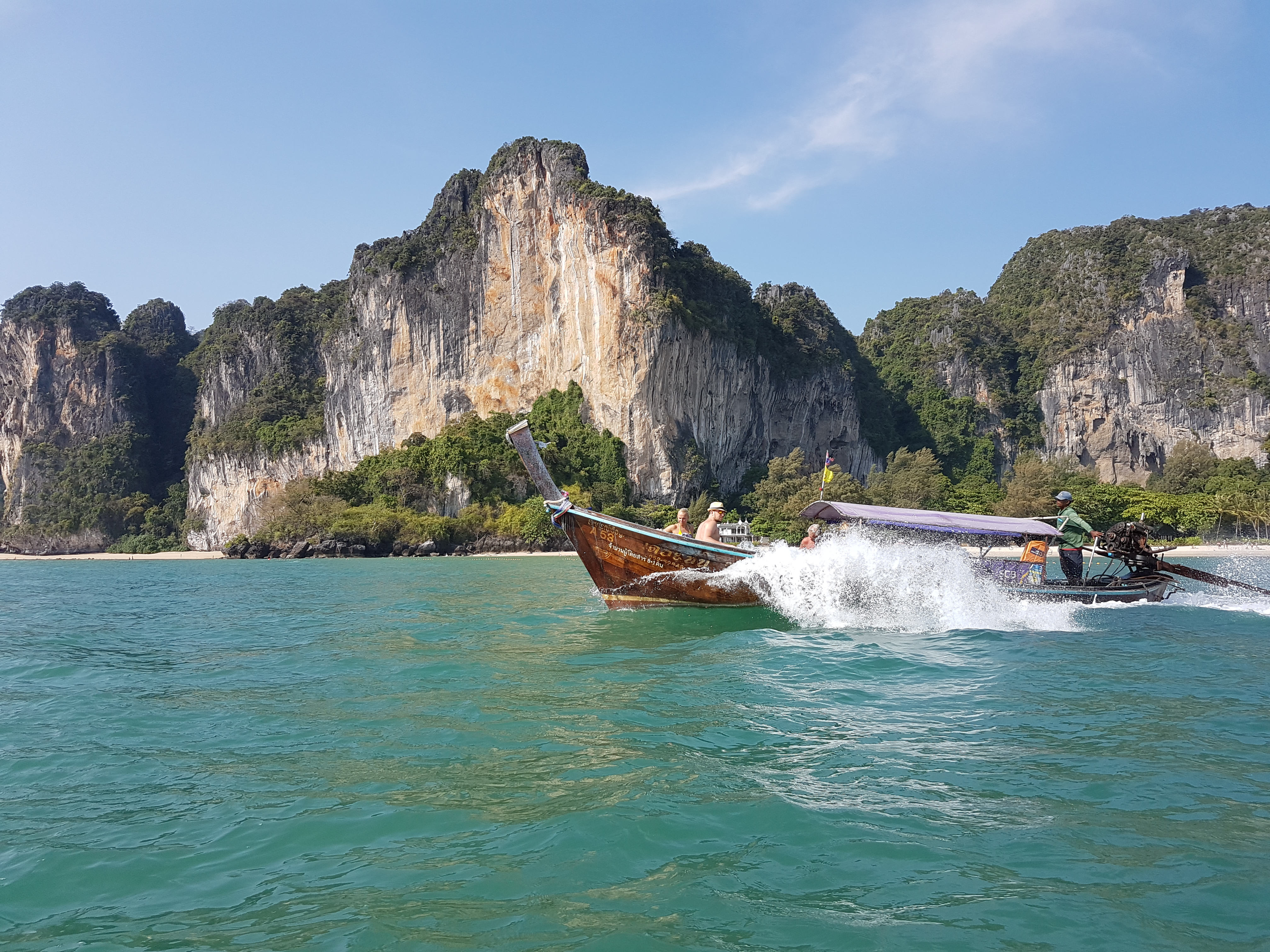
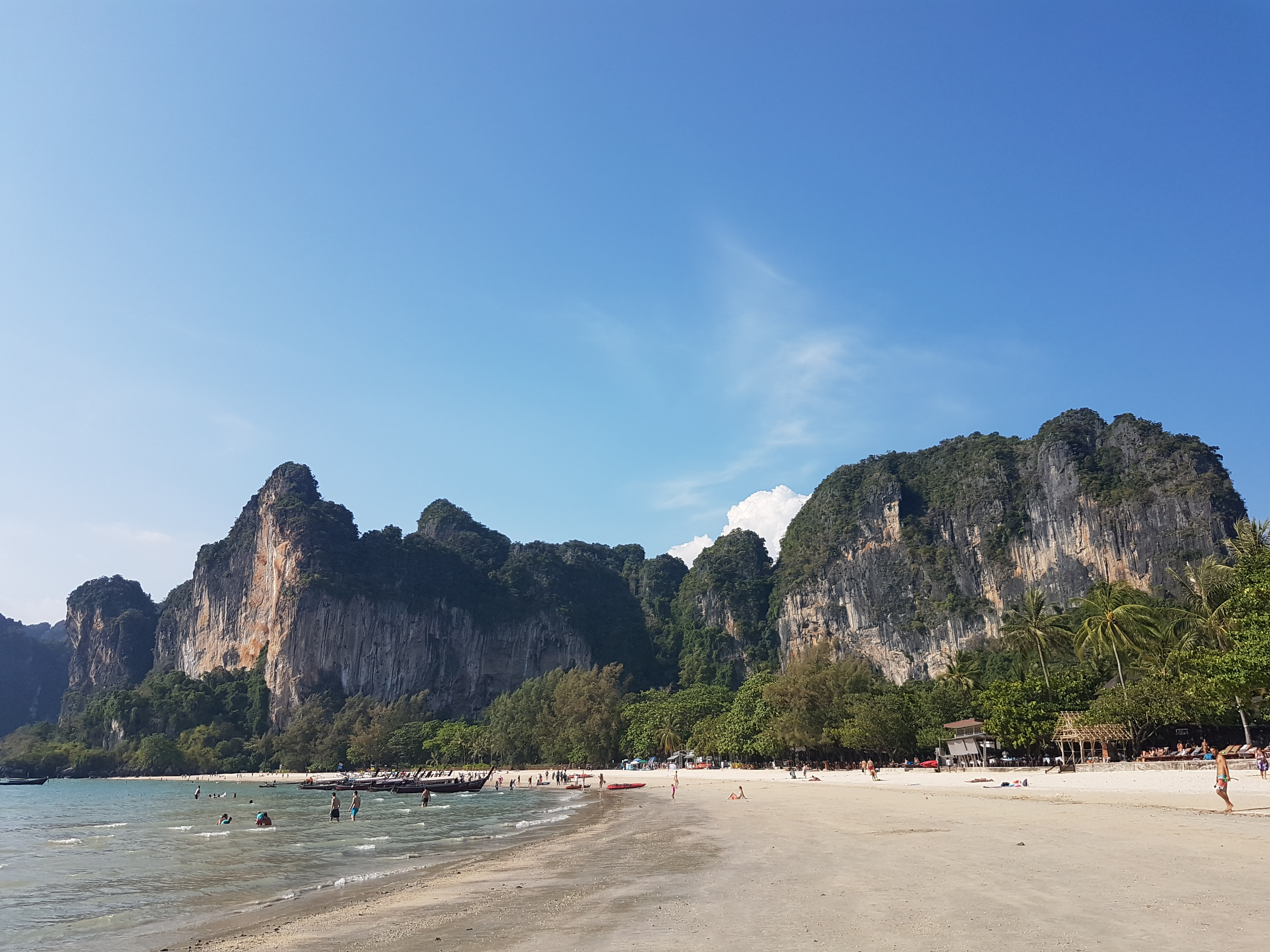
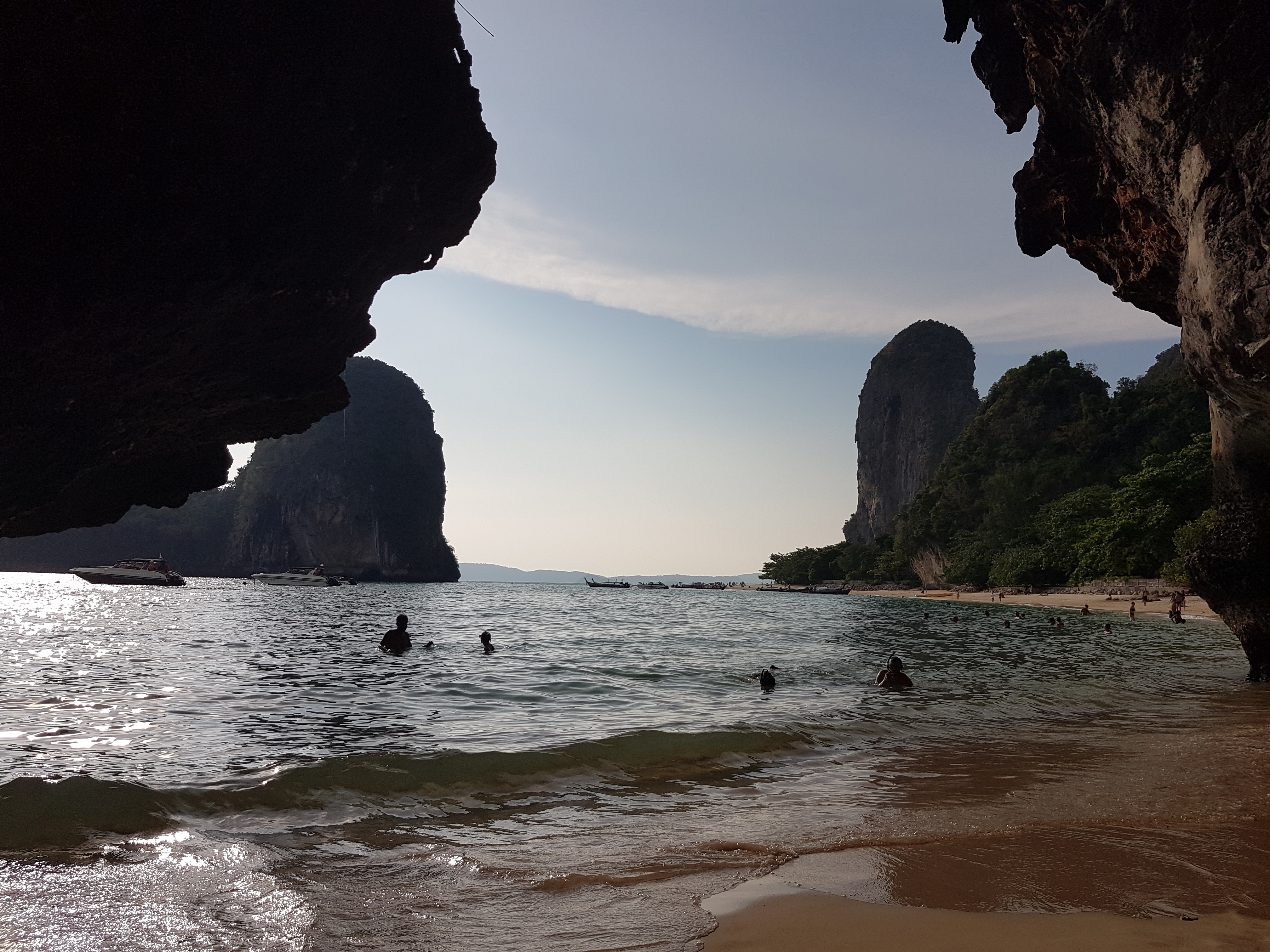
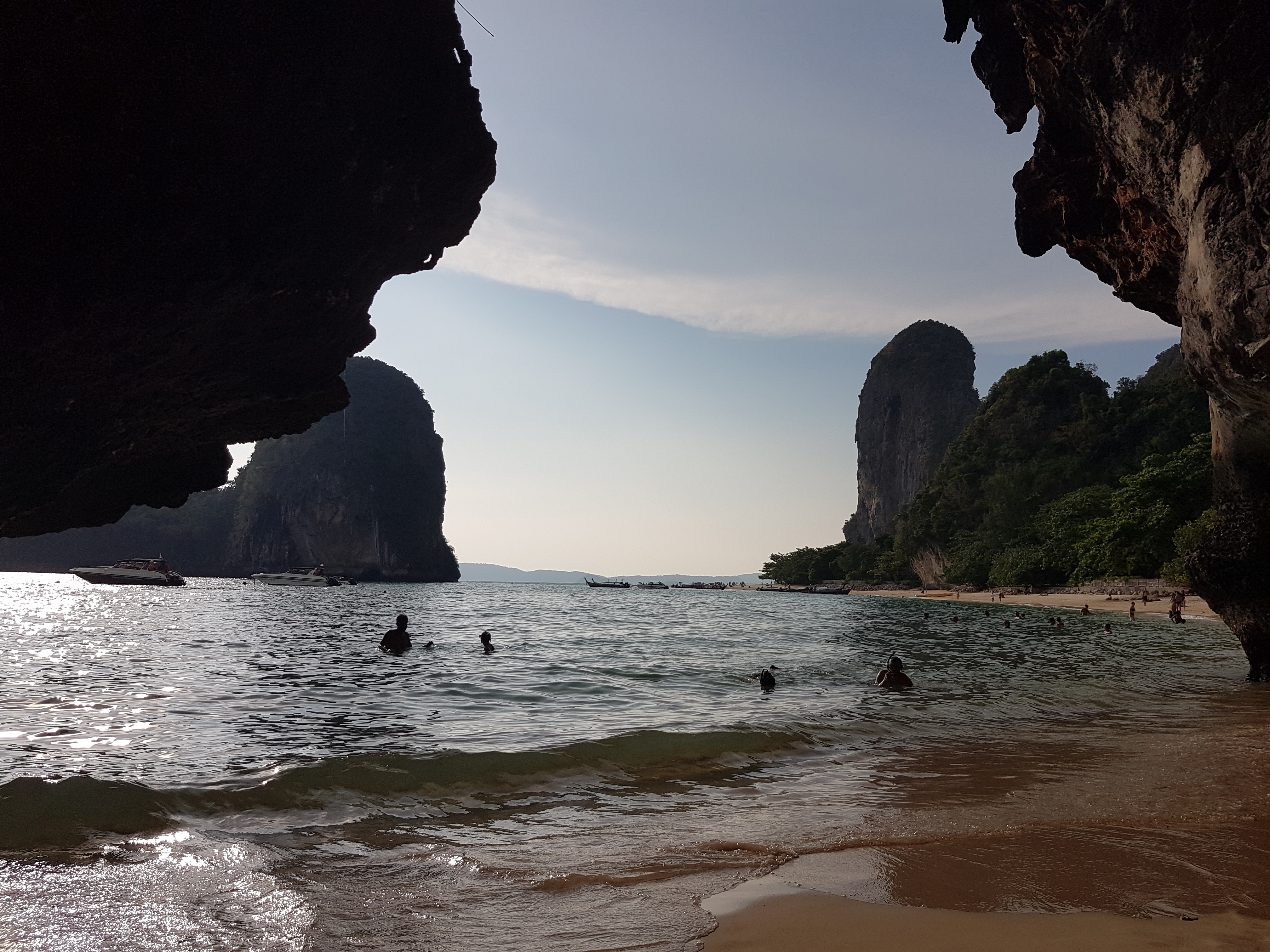
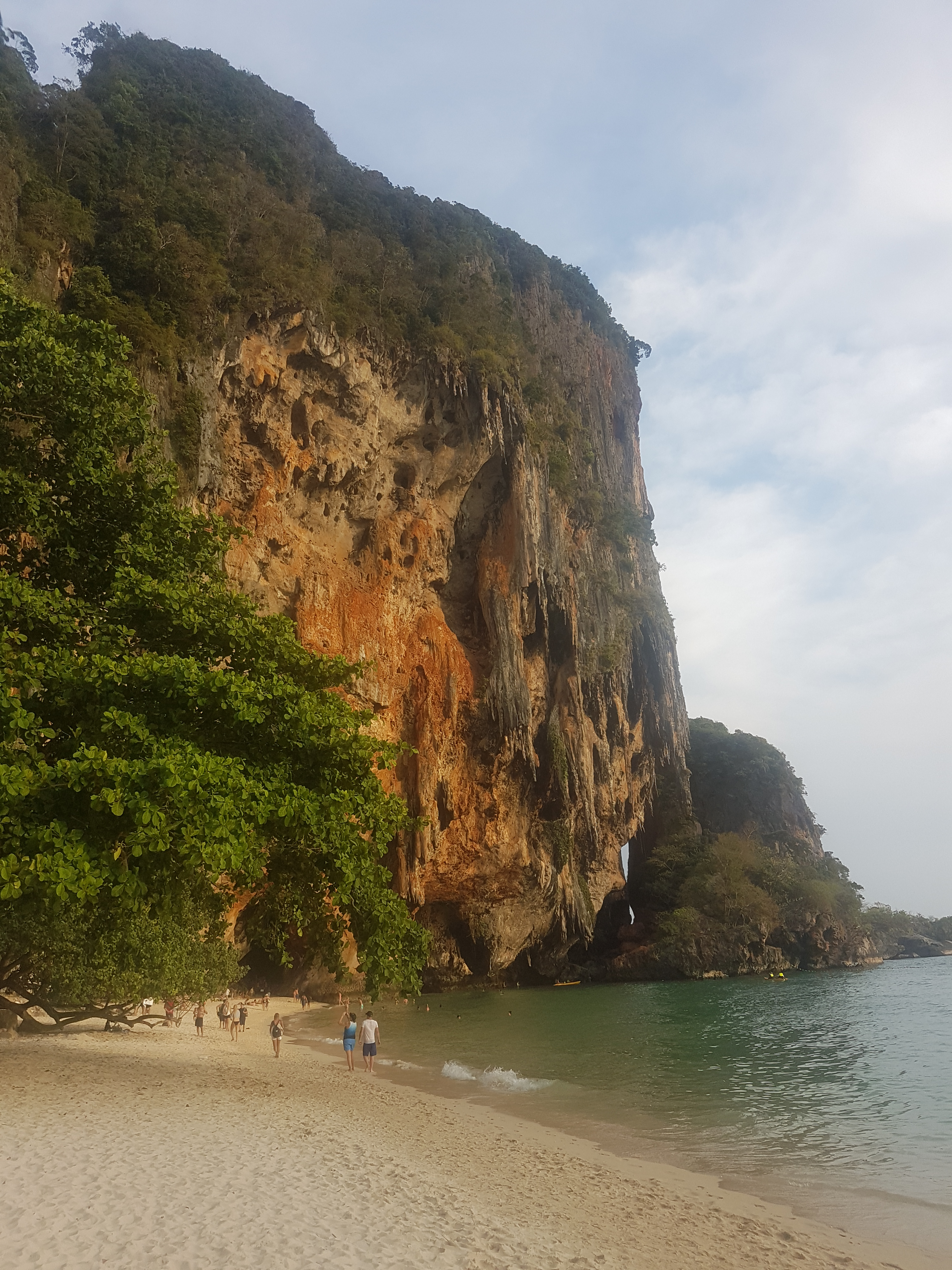